# Extraspectrale kleur
Een extraspectrale kleur is een kleur die niet kan worden verkregen door het mengen van wit en monochromatisch licht. Het gaat dan om kleuren tussen rood en violet zoals karmozijn, bright rose, magenta, purper, en paars. Alle extraspectrale kleuren kunnen worden verkregen door het mengen van monochromatisch violet en rood licht in alle verhoudingen met wit licht.
Magenta is er een voorbeeld van. Dat is met subtractieve kleurmenging een primaire kleur en met additieve kleurmenging een secundaire kleur. Magenta is in beide systemen de complementaire kleur van groen.
Monochroom licht kan niet zowel de S-kegeltjes als de L-kegeltjes stimuleren zonder de M-kegeltjes te stimuleren. Om dit te kunnen doen zijn twee verschillende monochromatische kleuren nodig, bijvoorbeeld rood en blauw of beter nog rood en violet.
primaire kleur · secundaire kleur · tertiaire kleur · complementaire kleur · kleurencirkel · partitieve kleurmenging · kleurcontrast · kleurtemperatuur

kleurcodering · kleurruimte · CIELAB · CMYK · HSL/HLS · HSV/HSB · HTML-kleuren · NCS · Pantone PMS · RAL · RGB · YIQ · YUV · YPbPr